# Willy Rovelli
Pour les articles homonymes, voir Rovelli.
Willy Rovelli, né William Rovelli le  18 août 1973, à Scionzier (Haute-Savoie), est un comédien, humoriste, chroniqueur et animateur de radio et de télévision français d'origine italienne. 
À la radio, après avoir participé au Fou du roi de Stéphane Bern sur France Inter, il a longtemps exercé sur Europe 1, surtout en tant que chroniqueur. Il est animateur sur France Bleu depuis 2019. À la télévision, il est principalement connu pour ses personnages dans Fort Boyard sur France 2 et comme animateur de la seconde partie de soirée du jeu sous-titrée Toujours plus fort. Sur la même chaîne, il a assuré une chronique dans l'émission Vivement dimanche prochain présentée par Michel Drucker.

## Biographie

### Enfance et études
Willy Rovelli passe son enfance en Haute-Savoie, à Scionzier  puis à Annecy, puis part pour Paris. Il se distingue notamment par une voix aiguë, qu'il décrit lui-même comme une « voix de dessin animé ».
Willy suit des études supérieures d'audiovisuel au Studio école de France entre 1992 et 1994. Il effectue un stage aux côtés de Julien Courbet.

### Carrière

#### Radio et télévision
En 1993, Willy Rovelli fait l'une de ses premières apparitions à la télévision dans l'émission Sacrée Soirée[réf. nécessaire] présentée par Jean-Pierre Foucault sur TF1.
En 1994, il est réalisateur à la radio NRJ de l'émission N'importe quoi, présentée par Julien Courbet[réf. à confirmer]. 
Le dimanche 8 mars 1998, il est candidat dans l'émission Sous vos applaudissements sur France 2, un télé-crochet qui donne sa chance aux jeunes animateurs et présenté par Jacques Martin[source secondaire souhaitée]. Il y participe une seconde fois,  trois semaines plus tard, le 29 mars sous la présentation, cette fois-ci, de Jean-Claude Brialy. La même année, il travaille au standard téléphonique sur la radio NRJ[source insuffisante]. Il fait ses débuts aux côtés de Julien Courbet sur RMC dans l'émission Les Bonimenteurs. Il officie dès le 13 janvier 1999 sur TF1 dans l'émission Succès.
De septembre 2001 jusqu'au 30 juin 2005, Willy Rovelli est chroniqueur dans l'émission Le Fou du roi de France Inter présenté par Stéphane Bern[source insuffisante]. Il intervient ensuite sur Comédie !, dans l'émission Les 10 Com de Pierre Mathieu et devient le personnage récurrent d'un mini programme sur la chaîne jeunesse TFouTV.
En 2007-2008, Willy Rovelli est chroniqueur dans l'émission L'Édition spéciale de Canal+ présentée  tous les midis par Samuel Étienne[source secondaire souhaitée]. Il participe aussi à l'émission Les Agités du bocal de France 4[pertinence contestée].
Depuis 2009, Willy Rovelli est co-auteur (avec Bernard Mabille et Régis Mailhot) d'un certain nombre de chroniques d'Anne Roumanoff[source secondaire souhaitée] pour l'émission Vivement dimanche. Willy Rovelli a également participé au jeu La Porte ouverte à toutes les fenêtres animé par Cyril Hanouna sur France 4 en 2009[pertinence contestée].
Entre juillet 2009 et juillet 2014, l'humoriste anime également plusieurs chroniques dans l'émission Samedi Roumanoff, tous les samedis sur la station de radio Europe 1. Sur cette même station, il présente durant l'été 2010 Mon Œil[source secondaire souhaitée], un billet d'humeur pour l'émission matinale d'Europe 1 aux côtés d'Aymeric Caron. À partir de la rentrée 2010, il assure cette chronique, Mon Œil, dans Le Grand Direct des médias de Jean-Marc Morandini trois fois par semaine (lundi, mercredi et vendredi) sur la chaine Direct 8 puis D8. La chronique est renommée Faites-le taire à compter de la rentrée 2014 jusqu'à l'arrêt de l'émission en juillet 2017.
À la rentrée 2011, il est chroniqueur dans l'émission Faites entrer l'invité de Michel Drucker sur Europe 1. 
Le 28 juillet 2012, Willy Rovelli participe comme candidat au jeu Fort Boyard avec Brian Joubert, Fauve Hautot, Ève Angeli, Keen'v et Maxime Dereymez pour l'association « Les Gamelles du Cœur ».
En septembre et octobre 2012, il est l'un des participants de l'émission d'Anne Roumanoff, Roumanoff et les garçons, diffusée sur France 2[pertinence contestée]. Il est également chroniqueur dans l'émission Faut pas rater ça ! sur France 3[source secondaire souhaitée].
Il prend part à la saison 9 de Pékin Express en tant que passager mystère lors de l'épisode 6, diffusé le 8 mai 2013 sur M6[pertinence contestée].
Depuis 2013, il apparaît en tant que personnage dans le jeu télévisé Fort Boyard sur France 2, tout d'abord dans le rôle d'un cuisinier, jusqu'en 2019. Dans l'épreuve qu'il dirige dans son restaurant gastronomique "Chez Willy Rovelli" , les candidats doivent alors manger des spécialités culinaires françaises ou étrangères méconnues mais qui sont malodorantes ou purement dégoûtantes. Son personnage plaît beaucoup au public, notamment aux enfants. Au départ, la production voulait le nommer « Passe-Plat » voire « Passe-moi-le-Sel » en référence à sa taille (1,64 m) qui le rapprocherait des personnages nains du jeu (Passe-Partout, Passe-Muraille et anciennement Passe-Temps). Cependant, Willy a refusé car il ne voulait pas d'un pseudonyme alors qu'il essayait de se faire un nom dans le monde du spectacle. Depuis 2020, il campe d'autres personnages : un barman cette année-là, un prisonnier en 2021, un shérif de 2022 à 2023, un cuisinier étoilé en 2024, et un tavernier en 2025 [source secondaire souhaitée]. Il anime également la deuxième partie de soirée du jeu intitulée Fort Boyard : toujours plus fort ! avec Olivier Minne de 2018 à 2020 et seul en 2023.
À partir du 3 janvier 2014, il reprend la présentation de L'École des fans sur la chaîne Gulli.
En 2014, il est membre de la bande du jeu Face à la bande animé par Jérémy Michalak sur France 2. Il apparaît également dans le talk-show d'Alessandra Sublet Un soir à la tour Eiffel et Un soir à l'Alpe d'Huez sur cette même chaîne[pertinence contestée]. 
En janvier 2015, il est un des invités de l'émission Stars sous hypnose sur TF1.
De fin octobre à novembre 2015, Willy Rovelli fait régulièrement une chronique dans l'émission Face à France[source secondaire souhaitée], de retour sur NRJ12 et présentée par Jean-Marc Morandini.
Le 5 février 2016, Willy Rovelli s'invite sur le plateau de Vendredi tout est permis[source secondaire souhaitée], en direct et permet de rapporter 1 000 € à l'association Cé ke du bonheur.
Il double la voix française du lapin Pompon dans le film d'animation Comme des bêtes, réalisé par Chris Renaud (Universal Pictures).
Du 24 janvier à juillet 2017, Willy fait une chronique humoristique parlant de l'actualité[source secondaire souhaitée] dans l'émission de Bertrand Chameroy, OFNI, l'info retournée, sur W9.
Pendant l'été 2017 il anime tous les jours à midi sur Europe1 C'est midi, c'est Willy ![réf. nécessaire]
Depuis fin août 2019, Willy est sur France Bleu pour animer une émission d'humour et d'actualité nommée On n’est pas à l’abri d’faire une bonne émission[source secondaire souhaitée].

#### Spectacles
Mis en scène par Alex Lutz puis Anne Roumanoff, Willy Rovelli, après un premier passage au Point-Virgule en avril 2008, investit le Théâtre Le Temple régulièrement depuis 2009 dans le spectacle Willy en grand et participe notamment au festival « Paris fait sa comédie » à l'Olympia. Il le joue ensuite en 2012, les 3 et 4 février au Bataclan, puis à La Cigale les 13,14 et 15 décembre[source secondaire souhaitée].
Contacté par Dove Attia, il endosse à partir de novembre 2013 le manteau d'Auguste Ramard, en remplacement de Yamin Dib dans la comédie musicale 1789, Les Amants de la Bastille'".
Après une nouvelle tournée dans toute la France durant l'année 2014[source secondaire souhaitée], Willy Rovelli joue son nouveau spectacle Willy Rovelli en encore plus grand à la Comédie de Paris, à partir du 24 septembre jusqu'à la fin de l'année. Il refait une tournée en 2015 qui culmine sur deux dates à La Cigale les 30 et 31 octobre[source secondaire souhaitée].
Le samedi 5 novembre 2016, Willy Rovelli joue la dernière parisienne de son one-man-show Willy en encore plus grand. Le spectacle a été diffusé en direct des Folies Bergère sur Paris Première. Il a ensuite été rediffusé sur W9[source secondaire souhaitée].
En mars 2018, il se produit à Dubaï lors du festival Culture Emulsion, dans son nouveau one-man-show On the Rôde Again[pertinence contestée].

## Filmographie

### Séries et téléfilms
- 2013 : C'est la crise ! (saison 1, épisode 12 : Tournage à domicile)
- 2014 - 2015 :  Clap de rires (mini-série) : apparition dans 4 épisodes
- 2015 : L'Hôtel du Libre-échange , adaptation télévisuelle de la pièce de théâtre de Feydeau : Boulot, l'employé de l'hôtel du Libre-échange
- 2021 : Meurtres à Mulhouse : Jasper Schmitt, le médecin légiste

### Doublage
- 2016 : Comme des bêtes : Pompon, un lapin nain[17]
- 2019 : Comme des bêtes 2 : Pompon, un lapin nain

### DVD
- Willy en grand, spectacle, Universal, octobre 2013

## Activités audiovisuelles

### Parcours en radio
- 1992-1994 : études supérieures dans une école de radio
- 1998 : standardiste téléphonique à NRJ
- ?-? : collaborateur de RMC au côté de Julien Courbet
- 2001-2005 : chroniqueur sur France Inter dans l'émission Le Fou du roi
- 2009-2014 : chroniqueur sur Europe 1 dans l'émission Samedi Roumanoff
- été 2010 : auteur d'un billet d'humeur intitulé Mon Œil dans la matinale d'Europe 1
- 2010-2017 : chroniqueur trois fois par semaine de la rubrique Mon Œil puis Faites-le taire dans l'émission Le Grand Direct des médias
- 2011-2013 : chroniqueur sur Europe 1 dans Faites entrer l'invité
- été 2014 : animateur d'Europe-Stop sur Europe 1
- 2016-2017 : chroniqueur sur Europe 1 dans l'émission Ça pique mais c'est bon !
- été 2017 : animateur tous les jours à midi sur Europe 1 de l'émission C'est midi, c'est Willy ![réf. nécessaire]
- 26 août 2019 - 28 juin 2024 : animateur d'On n'est pas à l'abri d'faire une bonne émission, chaque midi, sur France Bleu[réf. nécessaire]
- Depuis 2024 : Willy vient déjeuner chez vous, chaque samedi et dimanche, sur France Bleu

### Émissions de télévision
- 1998 : Sous vos applaudissements sur France 2 : candidat[pertinence contestée]
- 2006-2007 : Tfou sur TF1 et la chaîne TfouTV  : La Minute de Zeki-Zanaka : Zeki-Zanaka
- 2007-2008 : L'Édition spéciale sur Canal+ : chroniqueur
- 2009 : La Porte ouverte à toutes les fenêtres sur France 4 : participant[pertinence contestée]
- 2012 : Fort Boyard sur France 2 : candidat[pertinence contestée]
- 2012 : Roumanoff et les Garçons sur France 2 : participant[pertinence contestée]
- 2013 : Pékin Express : Le Coffre maudit sur M6 : participant[pertinence contestée] en tant que « passager mystère »
- 2013-2016 : Vendredi tout est permis avec Arthur sur TF1 : participant[pertinence contestée]
- Depuis 2013 : Fort Boyard sur France 2 : personnages :
  - Willy, le cuisinier / Chef Willy / Willy (2013-2019)
  - le barman puis Willy (2020)
  - le prisonnier (2021)
  - Willy, le shérif (2022-2023)
  - William, cuisinier étoilé (2024)
  - le pilote de sous-marin (2024)
  - Willy, le cuisinier "sexy" (depuis 2025)
- 2014 : L'École des fans sur Gulli : animateur
- 2014 : Face à la bande sur France 2 : participant[pertinence contestée]
- 2014-2015 : Mot de passe sur France 2 : participant[pertinence contestée] (« maitre-mot »)
- 2015 : Un soir à la tour Eiffel sur France 2 : chroniqueur
- 2015 : Face à France sur NRJ 12 : chroniqueur
- 2015 : Les Trésors du livre des records sur Gulli : animateur
- 2015-2017 : Le Grand Blind test sur TF1 : participant[pertinence contestée]
- 2016 : Puppets ! Le grand show des marionnettes sur TF1 : juré[pertinence contestée]
- 2016-2019 : Les Années bonheur sur France 2 : chroniqueur
- Depuis 2017 : Tout le monde a son mot à dire sur France 2 : participant[pertinence contestée]
- 2017 : OFNI, l'info retournée sur W9 : chroniqueur
- 2017 : La Grande soirée des râleurs sur Paris Première : animateur
- 2018-2020 ; 2023 : Fort Boyard : toujours plus fort ! sur France 2 : animateur
- Depuis 2019 : Vivement dimanche prochain sur France 2 : chroniqueur
- 2019-2021 : Boyard Land sur France 2 : co-animateur
- Depuis 2023 : Willy vient déjeuner chez vous sur France 3 : animateur
- Depuis 2024 : Les Enfants de la télé sur France 2 : chroniqueur